# بيورن كراوس
بيورن كراوس (بالألمانية: Björn Kraus)‏ هو فيلسوف ألماني، ولد في 1969 في هاينسبرغ في ألمانيا.